# Piet Ouwehand
Pieter Cornelis (Piet) Ouwehand (Rotterdam, 17 september 1890 – Den Haag, 7 februari 1977) was een Nederlands biljarter. Hij nam in seizoen 1928–1929 deel aan het nationale kampioenschap driebanden in de ereklasse.

## Deelname aan Nederlandse kampioenschappen in de Ereklasse
| Nr. | Kampioenschap        | Plaats   | Klassering | Alg. gemiddelde |
| --- | -------------------- | -------- | ---------- | --------------- |
| 1.  | Driebanden 1928–1929 | Den Haag | 7e         | 0,469           |